# Підбрусинь
Підбруси́нь — село в Україні, у Повчанській сільській громаді Дубенського району Рівненської області. Населення становить 201 особу.

## Природа

### Геологічний заказник місцевого значенняЯр «Каменярня», урочище «Біла дебря»
Заказник створений згідно з рішенням Рівненського облвиконкому від 22.11.1983 № 343 (зміни згідно з рішеннями облвиконкому від 18.06.1991 № 98 та обласної ради від 18.12.2009 № 1438). Площа складає 20,0 га. Об'єкт віднесений у відання Вовковиївського лісництва ДП «Млинівський лісгосп».
У геологічному відношенні заказник є виходом на денну поверхню порід палеозою в межах північної околиці села, в яру біля закинутого хутора Каменярня. Це єдине місце виходів порід девонського періоду в області. Відклади представлені масивними пісковиками від світлокремового до червонястого кольору та голубуватими аргілітами.
Протягом близько 300 м система яру розвинена по контакту пісковиків та аргілітів — у найсприятливішому для розмиву талими та дощовими водами місці. Виходи корінних порід повчанської світи середнього девону спостерігаються по тальвегу та схилах яру. У верхніх частинах яру відклади місцями перекривають мергелеподібна крейда туронського віку та четвертинні делювіальні відклади. Виходи мають пізнавальне та велике наукове значення, оскільки демонструють наслідки тектонічних процесів у межах області. Товща пісковиків має круте падіння із «зануренням» у західному напрямку. На думку вчених, причиною такого залягання порід стало переміщення блоку кристалічного фундаменту в час утворення Карпатських гір.
Незначні виходи середньодевонських порід у корінному заляганні та у вигляді делювію також мають місце в балці «Біла Дебря», що кілометром північніше хутора Каменярня.

## Історія
7 (20) листопада 1917 року, відповідно до Третього Універсалу Української Центральної Ради, увійшло до складу Української Народної Республіки.
На карті 1929 року село розташоване під урочищем Брусинь (звідси і назва) та налічує 5 дворів.
За радянських часів у селі був створений колгосп «Ленінська «Іскра», Працювала початкова школа, клуб, бібліотека, медпункт, магазин. Після перенесення сільської ради у сусіднє село Миколаївку населений пункт почав занепадати. В середині 90-х років ХХ ст. закрився магазин, розпайоване майно колгоспу[джерело?].
12 червня 2020 року, відповідно до розпорядження Кабінету Міністрів України № 722-р від «Про визначення адміністративних центрів та затвердження територій територіальних громад Рівненської області», увійшло до складу Повчанської сільської громади.
19 липня 2020 року, в результаті адміністративно-територіальної реформи та ліквідації Млинівського району, село увійшло до складу Дубенського району.
У селі є обеліск в пам'ять про загиблих односельців у роки Другої світової війни.

## Соціальна сфера
Всі заклади соціальної сфери та побутового обслуговування населення розміщені у сусідніх населених пунктах - Повча і Миколаївка.

## Релігія
Церковні громади та культові споруди відсутні. Віряни відвідують богослужіння у сусідній Миколаївці та Повчі.

## Транспорт
У 1980-х роках була запропонована ідея будівництва шосейної дороги через Підбрусинь. Сучасна асфальтована траса мала пролягти від дороги Т 0303 і з'єднати села з райцентром Млинів. Однак через економічний спад 90-х років проєкт було заморожено, вдалось збудувати тільки дорогу від Миколаївки до села, було встановлено дорожні знаки, пішохідні доріжки та переходи, які дуже контрастували з оточуючим сільським ландшафтом.
Є транспортне сполучення з райцентром та обласним центром, що забезпечене приватними перевізниками (автобусні маршрути Млинів-Яблунівка та Млинів-Підбрусинь, Рівне-Миколаївка) [джерело?].

## Відомі мешканці

### Уродженці
- Поліщук Леся Дем'янівна — доярка колгоспу «Ленінський шлях» Радивилівського району Рівненської області. Депутат Верховної Ради УРСР 11-го скликання.
- Щербатюк Микола Олександрович (1955 - 2019 рр.) - поет, письменник. Автор збірки поезії "Голос чужої сльози" (2008).
- Гаврилевич Олег Миколайович (1987 - 2025 рр.) - журналіст, поет, військовослужбовець Збройних Сил України. Працював у виданнях «Високий Замок», «Наше Дзеркало», «Скриня», «Замок», а також у «1+1 media». Автор збірок поезії «Двадцять п’ята зима», «Благаю в життя…», «Завжди за руку з Ісусом». У 2024 році став до лав ЗСУ.